# Shayna Jack
Shayna Jack (Queensland, 6 novembre 1998) è una nuotatrice australiana.

## Palmarès
- Giochi olimpici

Parigi 2024: oro nella 4x100m sl e nella 4x200m sl.
- Mondiali

Budapest 2017: argento nella 4x100m sl e nella 4x100m misti mista, bronzo nella 4x200m sl e nella 4x100m misti.
Budapest 2022: oro nella 4x100m sl, argento nella 4x100m misti mista.
Fukuoka 2023: oro nella 4x100m sl,  nella 4x200m sl e nella 4x100m sl mista, argento nei 50m sl e nella 4x100m misti mista.
Doha 2024: oro nella 4x100m misti, argento nella 4x100m sl, nella 4x100m sl mista e nella 4x100m misti mista, bronzo nei 100m sl e nella 4x200m sl.
- Giochi del Commonwealth

Gold Coast 2018: oro nella 4x100m sl.
Birmingham 2022: oro nella 4x100m sl, argento nei 100m sl e bronzo nei 50m sl.
- Campionati panpacifici

Tokyo 2018: oro nella 4x100m sl.
- Mondiali giovanili

Dubai 2013: oro nella 4x100m sl mista, argento nella 4x100m sl e nella 4x200m sl e bronzo nei 100m sl.
Singapore 2015: oro nella 4x100m sl e nella 4x200m sl, argento nella 4x100m misti e nella 4x100m sl mista e bronzo nei 50m sl.